# أنور إقبال
أنور إقبال البلوش (25 ديسمبر 1949 - 1 يوليو 2021)، هو ممثل ومخرج تلفزيوني باكستاني،  حقق شهرة مع المسلسل الدرامي الباكستاني «شاما». في أوائل الثمانينيات من القرن العشرين. وهو نجل سياسي معروف من بلوشستان السيد الحاج محمد إقبال بلوش، الذي لعب دورًا بارزًا في استقلال باكستان. أنور إقبال كان له الفضل في إنتاج أول فيلم روائي طويل بالوتشي، «Hammal o Mahganj» في باكستان.